# Kalniszka
Kalniszka (Phimodera) – rodzaj pluskwiaków z podrzędu różnoskrzydłych i rodziny żółwinkowatych. Obejmuje 29 opisanych gatunków. 

## Morfologia
Pluskwiaki te mają ciało w zarysie krótkie i stosunkowo szerokie. W ubarwieniu występuje zwykle szarobrązowe, brązowoczarne lub czarne tło oraz jasne i ciemne, nieregularnie rozmieszczone plamki i pręgi. Oskórek pokryty jest gęstym punktowaniem oraz słabo zaznaczonym, krótkim, szarym owłosieniem. Głowa ma obrys czworokątny z silnie wystającymi ku bokom, umieszczonymi na szypułkach oczami złożonymi. Nadustek jest wyraźnie ku górze wyniesiony. Tułów ma szeroką, zakrywającą niemal cały odwłok tarczkę. Listewki brzeżne odwłoka mają w tylno-bocznych narożach segmentów widoczne z góry, odstające guzki. 

## Ekologia i występowanie
Owady te wiodą skryty tryb życia. Bytują pod kamieniami, fragmentami roślin oraz zagrzebane w piaszczystym podłożu. Są fitofagami ssącymi. Żerują na korzeniach roślin oraz spadłych na glebę nasionach.
Rodzaj ma zasięg holarktyczny. Najliczniej reprezentowany jest w krainie palearktycznej, gdzie występują 24 jego gatunki. Spośród nich w Polsce stwierdzono trzy (zobacz: żółwinkowate Polski).

## Taksonomia
Takson ten wprowadzony został w 1839 roku przez Ernsta Friedricha Germara. W 1904 roku Henri Schouteden wyznaczył jego gatunkiem typowym Podops galgulinus, będącego młodszym synonimem Tetyra humeralis, opisanej w 1823 roku przez Johana Wilhelma Dalmana.
Do rodzaju tego należy 29 opisanych gatunków:

- Phimodera amblygonia Fieber, 1863
- Phimodera bergi Jakovlev, 1905
- Phimodera binotata (Say, 1824)
- Phimodera carinata Reuter, 1879
- Phimodera curvipilis Kerzhner, 1976
- Phimodera dlabolai Hoberlandt, 1974
- Phimodera emeljanovi Kerzhner, 1976
- Phimodera flori Fieber, 1863
- Phimodera fumosa Fieber, 1863
- Phimodera hispanica Fuente, 1971
- Phimodera humeralis (Dahlmann, 1823) – kalniszka guzkonóg
- Phimodera jaxartensis Kerzhner, 1976
- Phimodera kaszabi Hoberlandt, 1968
- Phimodera kiborti Jakovlev, 1889
- Phimodera laevilinea Stål, 1873
- Phimodera lapponica (Zetterstedt, 1828)
- Phimodera mongolica Reuter, 1891
- Phimodera montana Kerzhner, 1976
- Phimodera nigra Reuter, 1879
- Phimodera oculata Jakovlev, 1880
- Phimodera reuteri Kiritshenko, 1910
- Phimodera rupshuensis Hutchinson, 1934
- Phimodera semideserta Kerzhner, 1976
- Phimodera sibirica Kerzhner, 1976
- Phimodera smolini Kerzhner, 1976
- Phimodera testudo Jakovlev, 1894
- Phimodera torpida Walker, 1867
- Phimodera torrida Reuter, 1906
- Phimodera tuberculata Jakovlev, 1874